# 2008 LC18
2008 LC18 è un asteroide troiano del pianeta Nettuno; è stato scoperto nel 2008. Presenta il medesimo periodo orbitale di Nettuno, ed orbita nel punto lagrangiano L5 della sua orbita, circa 60° in ritardo rispetto al pianeta.